# Mattgul lavspinnare
Mattgul lavspinnare (Eilema depressum) är en fjärilsart som först beskrevs av Eugen Johann Christoph Esper 1787.  Mattgul lavspinnare ingår i släktet Eilema, och familjen björnspinnare. Arten är reproducerande i Sverige.